# Клеричи, Энрико
Энри́ко Клери́чи (итал. Enrico Clerici; 15 октября 1862, Рим, Италия — 26 августа 1938, там же) — итальянский геолог, изобретатель раствора Клеричи, обеспечивающего идеальное механическое разделение минералов.

## Биография
Энрико Клеричи родился в Риме 15 октября 1862. Он был старшим сыном в семье миланского скульптора Джованни Леоне Клеричи и Паолы Марии Мастродонато.
Э. Клеричи обучался сначала в технической школе, а затем в техническом институте, где его учителем был выдающийся геолог П. Мантовани. Затем окончил инженерный факультет университета, получив степень в 1888 году. Очень молодым, еще будучи студентом, Энрико участвовал в геологических исследованиях и опубликовал в Риме в 1885 году свою первую работу, комментарии о четвертичных образованиях в окрестностях Рима. За этими комментариями последовали другие работы, также опубликованные им еще до получения диплома. Почувствовав сильный интерес к геологии, Клеричи решил углубить свои знания в области естественных наук и в 1892 году он получил еще одну степень, в области естественных наук.
В течение тридцати лет, с 1885 по 1915 год, преподавал электричество в вечерней школе рабочей молодежи Рима имени Галилео Феррариса. Одновременно с 1896 по 1899 год С. Клеричи преподавал также минералогию и геологию в школе экспериментального сельскохозяйственного института в Перудже. Получил звание профессора геологии в 1902 году, с 1928 по 1934 год читал курс геологии в Римском университете в качестве заместителя профессора А. Мартелли. Однако большая часть его деятельности происходила в основном в научных отделах Министерства сельского хозяйства, промышленности и торговли, а затем в горной службе тогдашнего Министерства промышленности, где он стал Генеральным инспектором, а затем, вплоть до выхода на пенсию в 1930 году, занимал должность Генерального управляющего.

## Научное наследие
Обширное научное наследие Э. Клеричи включает более чем 170 публикаций.
Научная деятельность Э. Клериче характеризуется, с одной стороны, строгим физико-математическим подходом, а с другой стороны, обширными естественно-научными знаниями, что позволило ему быть не только экспертом по общим вопросам геологии, но и также серьезным специалистом в области палеонтологии и минералогии. Будучи зорким и точным при полевых наблюдениях, Энрико Клеричи был одновременно очень опытным и изобретательным лабораторным экспериментатором. Он с удовольствием общался с молодежью, с которыми охотно делился своим знанием и научным энтузиазмом натуралиста.
Главная часть его научной работы состояла в изучении геологии четвертичного периода в районе Рима и в провинции Кампания в целом. Он исследовал вулканические формации провинции Лацио, в частности, местные месторождения туфов. Э. Клериче принадлежат значительные открытия в области палеоботаники.
Значительные открытия Э. Клеричи совершил в области минералогии и открытии новых месторождений полезных ископаемых.
Наибольшую известность, как в Италии, так и за рубежом Э. Клеричи принесло изобретение им в 1907 году раствора Клеричи, идеально подходящего для разделения минералов. Раствор Клеричи, являющийся раствором солей таллия, значительно изменяет свою плотность в зависимости от температуры: от 4,067 г/см³ при 12 °C до более чем 5  г/см³ при 100 °C. Это свойство было идеальным для механического разделения минералов. Раствор Клеричи применяется в минералогии до сих пор.
Менее известен вклад Э. Клеричи в исследование показателей преломления жидкостей и твердых тел с помощью микроскопа, предназначенного для распознания минералов.
Э. Клеричи был членом итальянского геологического общества, геологического и геофизического института, а также членом других научных обществ (например, Папской академии наук).
Энрико Клеричи скончался 26 августа 1938 года в Риме.